# 佳能PowerShot TX1

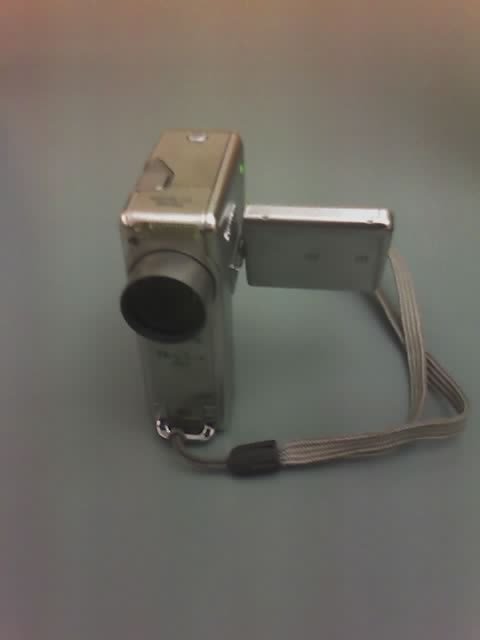
佳能 PowerShot TX1

佳能 PowerShot TX1是一款佳能相机，于2007年2月发布，可惜市場反應不佳，目前為止也沒有後續機型。
TX1的造型完全不同于以往的PowerShot相机的造型，立式机身让使用者一眼就能分辨。
佳能第一次推出的混合式产品，但是其仍然采用Motion JPEG编码，使得其HD摄像功能不能完全发挥，亦不能完全取代DV。

## 主要参数
- 七百万有效象素
- 10x光学变焦
- 1/2.5 英寸 CCD
- 1.8寸可旋转TFT液晶屏，分辨率11.5万象素
- 快门：15～1/2500秒
- ISO：80/100/200/400/800/1600
- 具备防抖功能
- 有声短片记录（Motion JPEG编码与立体声音频），支持720p格式视频
- 9点智能对焦／面部优先
- 使用DiG!C III数字图像处理芯片
- 使用锂离子充电电池
- 使用SDHC卡／SD卡／MMC卡作为存储介质
- 不带电池约220克